# Station Ziemomyśl
Station Ziemomyśl is een spoorwegstation in de Poolse plaats Ziemomyśl.